# Preussiske statsbaner
Preussiske Statsbaner eller Preußische Staatseisenbahnen er betegnelsen for de jernbaneselskaber, som blev ejet eller forvaltet af den preussiske stat. De var ikke samlet i en fælles forvaltning. De forskellige jernbaneselskaber var underlagt kontrol fra Ministerium für Handel und Gewerbe og senere af det heraf udskilte Ministerium der öffentlichen Arbeiten.

## Kort oversigt
De første preussiske jernbaner (den første var Berlin-Potsdam jernbanen fra 1838) var private selskaber. Den preussiske stat gik først direkte ind i finansieringen af jernbanerne omkring 1850 (Kongelige westfalske jernbane, Preussiske østbane) og igen omkring 1875 (Preussiske nordbane og Militär–Eisenbahn Marienfelde–Zossen–Jüterbog) samt i betydeligt omfang anlæggelse af jernbaner.
Forskellige private forretningsorienterede baner blev, alt efter situationen, underlagt preussisk kontrol gennem finansiel støtte, opkøb eller overtagelse efter den Preussisk-østrigske krig i 1866. Efter 1880 blev de fleste privatbaner nationaliseret frem til 1888 som følge af statens gunstige finansielle situation.
De enkelte baner fungerede som selvstændige virksomheder, som også udviklede egne lokomotiver og vogne og selv udformede driftsorganisationen. Hvor udpræget denne selvstændighed var, også da det preussiske jernbanenet var blevet særdeles stort, viser et blik på et kort over Berlin fra 1893. Der ser man "Schlesische Bahnhof" (som fra 1882 var endestation for Østbanen i Berlin). Få hundrede meter derfra, tæt ved hinanden, men alligevel adskilt ligger hovedværkstedet for den kongelige jernbaneforvaltning i Berlin og hovedværkstedet for den kongelige jernbaneforvaltning Bromberg fra Østbanen.
Ved slutningen af 1. verdenskrig havde de statslige preussiske jernbaner fået en samlet længde på næsten 37.500 km. De preussiske statsbaners historie sluttede i 1920 med den tyske stats nationalisering eller overtagelse af jernbanerne i enkeltstaterne og etablering af Reichseisenbahn, det senere Deutsche Reichsbahn.
Ofte antages det, at der tidligere har eksisteret en Kongelig preussisk jernbaneforvaltning, "Königlich Preußischen Eisenbahn-Verwaltung", men det er ikke tilfældet, selv om meget af det rullende materiel i Preussen var udstyret med emblemer med forkortelsen "K.P.E.V.".

## Historie

### Udgangspunkt

#### Økonomi
I Preussen var der to økonomiske tyngdepunkter: de vidtstrakte jordgodser i øst og den ekspanderende stor- og sværindustri i provinserne ved Rhinen. Begge steder var transportforbindelserne af særlig vigtighed. Landbrugsprodukterne skulle transporteres til de fjerntliggende storbyer, og industriområderne ved Rhinen havde dels behov for tilførsel af råstoffer, dels for at få sendt færdige varer ud til forbrugerne. Til det formål var der hovedsagelig vand- og landeveje til rådighed, i nogle tilfælde endvidere hestetrukne baner.
Det var også af betydning, at den preussiske økonomi ikke længere kunne ses som en isoleret enhed, da der i stigende grad foregik im- og eksport til og fra området. De vigtigste veje til havet var med Rhinen til de hollandske havnebyer, som opkrævede høje toldafgifter på transitvarer. Ligeledes havde det betydning, at Storbritannien og USA allerede havde et forspring på 10-30 år ved etablering af effektive jernbaner til transport af store mængder gods. Således kunne det på grund af disse billige transportformer forekomme, at amerikanske afgrøder, engelske og belgiske kul, jern og andre produkter var billigere i Preussen end tilsvarende indenlandske produkter.
Dermed var der beviseligt et behov for jernbaneforbindelser, dels fra de østlige provinser til Berlin og vestpå, dels forbindelser så man kunne undgå at benytte de hollandske havne ved Rhinen. Hertil kom, at militæret havde et stort ønske om en jernbaneforbindelse til den russiske grænse i øst.

#### Politik indtil 1848
Kong Frederik Vilhelm 3. af Preussen så med skepsis på jernbanen og skal i forbindelse med åbningen af den private Berlin-Potsdam jernbanen i 1838, der var den første maskinelt drevne jernbane i Preussen, have sagt, at han ikke kunne se nogen større velsignelse i at komme et par timer hurtigere fra Berlin til Potsdam.
Alligevel så politikerne i stigende grad, at der var brug for jernbanen og frem for alt ønskede det begunstigede preussiske militær en jernbane fra Berlin mod øst til den russiske grænse. Overfor dette stod, at der ikke var tilstrækkelige statslige midler til rådighed til at gennemføre et storstilet jernbanebyggeri, så det kunne kun ske for lånte midler. Ifølge loven om statsgæld fra 17. januar 1820 krævede statslig gældsættelse en godkendelse af stænderne. I Preussen eksisterede der imidlertid ingen fælles stænderforsamling for hele kongeriget, kun for de enkelte provinser.
Den preussiske stat var derfor i første omgang henvist til bygning af privatfinansierede jernbaner. Trods det ønskede staten så vidt muligt at få indflydelse på jernbanerne med henblik på senere selv at kunne overtage dem. Da Berlin-Potsdamer Eisenbahn i 1836 ansøgte om kongelig tilladelse blev denne anledning brugt til at vedtage en Preussisk jernbanelov, som indeholdt passende bestemmelser herom. Egentlig var det hensigten herigennem at støtte byggeriet af privatbaner, men nogle af bestemmelserne virkede i høj grad imod hensigten. Således åbnede §42 f.eks. op for at staten efter 30 år kunne opkøbe et jernbaneselskab. Efterfølgende opstod der alligevel privatfinansierede jernbaner, som frem for alt blev anlagt med et kommercielt sigte.
Kong Frederik Wilhelm 4., som havde overtaget tronen i 1840, ønskede lige så lidt som sin far at dele sin magt med en stænderforsamling og lod først efter lang tøven en fælles landdag blive etableret. Bortset fra at den kunne stemme om hans forslag gav han den imidlertid stort set ingen beføjelser. Resultatet var, at det af kongen eller regeringen forelagte forslag til optagelse af lån til finansiering af jernbanebyggeri blev nedstemt. Dette skete primært for at tvinge kongen til at give landdagen større beføjelser.

### Von der Heydt perioden 1848–1862

#### De første statslige jernbanebyggerier

##### Østbanen
Omkring 1845 viste Friedrich Wilhelm 4. sig parat til at give efter for militærets krav om en jernbaneforbindelse til den russiske grænse. Da der ikke var private interessenter, indledte kongen forarbejderne til bygningen af den preussiske østbane "for det fremtidige jernbaneselskabs regning". Bygningen blev dog straks efter indstillet, da medlemmerne af landdagen nægtede at give ham tilladelse til at optage lån. Også ved den i april 1847 indkaldte forenede landdag stemte medlemmerne med to-tredjedeles flertal imod et statslån til østbaneprojektet.
Først de revolutionære begivenheder i 1848 og udnævnelsen af bankmanden August von der Heydt til preussisk handelsminister – og dermed til ansvarlig for jernbanerne – bragte skred i sagen. I august 1849 fremlagde v. d. Heydt et samlet forslag til bygning af østbanen og den 7. december 1849 blev det vedtaget. Allerede inden var den Königliche Direktion der Ostbahn den 5. november 1849 blev etableret i Bromberg. V. d. Heydt foranledigede herefter at byggeriet af østbanen blev genoptaget. I første omgang blev det finansieret med midler fra "jernbanefonden" og senere også med midler fra forskellige andre kilder.
Fra banegården Kreuz på den allerede anlagte private jernbane Stargard-Posen jernbanen (SPE) blev den første 145 km lange strækning via Schneidemühl til Bromberg taget i brug den 27. juli 1851. Yderligere strækninger på den planlagte strækninger blev bygget skridt for skridt, og det sidste stykke fra Berliner Ostbahnhof over Strausberg til Gusow blev åbnet den 1. oktober 1867. Dermed var den direkte 740 km lange jernbaneforbindelse Berlin – Danzig – Königsberg og videre over Insterburg til Eydtkuhnen ved grænsen. Desuden blev der også bygget talrige parallelstrækninger og mere direkte linkeføringer så østbanen i marts 1880 havde en længde på 2.208 km. Det var dermed en af de betydeligste dele af de preussiske statsbaner.

##### Den kongelige westfaliske jernbane
For at lukke det 32 km lange hul fra Hamm til Lippstadt mellem den strækning, som i 1848 var blevet åbnet mellem Münster-Hamm (i retning mod havet) og den strækning, som samtidig var under bygning fra Köln over Minden til Thüringen blev det i 1850 besluttet at bygge strækningen Hamm–Warburg som statsbane. Ved senere overtagelser af strækninger fra andre baner, især strækningen mellem Rheine-Emden i Emsland og ved egne udbygninger voksede strækningsnettet på den Klg. westfaliske Jernbane til omkring 600 km.

##### Saarbrücken jernbanen
Allerede i slutningen af 1847 blev der nedsat en kongelig kommission til bygning af Saarbrücken jernbanen Saarbrückener Eisenbahn, som skulle forbinde de pfalziske og de franske jernbaner. Til styring af jernbanen blev der den 22. maj 1852 etableret en Königliche Direction der Saarbrücker Eisenbahn. Den 16. november 1852 blev den 37 km lange strækning fra grænsen mod Bayern ved Bexbach via Neunkirchen og Saarbrücken til den franske grænse taget i brug.

#### Overtagelse af driften af private baner
Indtil 1859 fulgte yderligere år med energisk statsbanepolitik under handelsminister August von der Heydt. Selv om han var liberalist var v. d. Heydt i lighed med den liberale finansminister Hansemann af den opfattelse, at rent markedsøkonomisk drevne jernbaner ikke ville være uden ulemper for den samlede økonomi. August v. d. Heydt benyttede herefter de efter omstændighederne anvendelige paragraffer i den preussiske jernbanelov til at opkøbe privatbaner, som var havnet i økonomiske vanskeligheder, og ikke kun i Preussen, men også i tilgrænsende tyske stater.
Således byggede Stargard-Posen jernbanen (SPE), som var grundlagt i 1846 en 170 km lang enkeltsporet hovedbane, som forbandt de to provinshovedstæder Stettin og Posen. Da indtægterne fra jernbanerne i begyndelse ikke var så store som forventet, greb staten ind og underlagde i 1851 SPE den "Königlichen Direktion der Ostbahnen in Bromberg", og senere i 1857 den ligeledes til tider statsligt forvaltede Øvre Schlesiske jernbane. Som endelig dato for nationaliseringen angives 1. januar 1883 og 1. juli 1886, om end de respektive aktieselskaber fortsatte med at eksistere.
Ved den Niederschlesisch-Märkische Eisenbahn (NME) havde den preussiske stat efter erhvervelse af en aktiepost i 1850 overtaget ledelsen og 1852 ved overtagelsen af resten af aktierne overtaget hele baneselskabet. Efter den statslige overtagelse blev NME udover at drive egne strækninger til et instrument for den preussiske jernbanepolitik. De nu statslige tekniske og driftsmæssige kompetancer i NME blev udnyttet til bygning eller fuldførelse af yderligere baner og deres drift. Med det driftsmæssige potentiale stod der også et politisk pressionsmiddel til rådighed hvormed andre selskabers adfærd kunne påvirkes.
- Således kunne landet Preussen fra 1857 benytte banelinjen fra Berlin til Frankfurt med sidestrækning til Küstrin som tilslutning til den indtil videre ikke færdiggjorte østbane.
- Da kul importeret fra England var betydeligt billigere end kul fra Schlesien var det af særlig betydning for staten at fremme de indenlandske kuls konkurrencedygtighed ved at fragte dem til "Einpfennigtarif". Det bestræbte den Øvreschlesiske jernbane sig på. Handelsminister v. d. Heydt satte herefter i 1852 dens direktion under tryk med en trussel om at lade NME få til opgave at gennemføre kultransporter fra Øvre Schlesien for 1 pfennig. Denne fremgangsmåde var formelt tilladt efter §27 i den preussiske jernbanelov. Oberschlesische Eisenbahn gav efter, med det resultat at deres kultransporter blev næsten firedoblet og deres indtægter voksede.[1]
- Den den første forbindelsesbane til Berlin stod færdig den 15. oktober 1851 blev driften af godstrafikken overdraget til NME.
- Ved bygningen af den Preussiske nordbane måtte det dertil etablerede Berliner Nord-Eisenbahn-Gesellschaft på grund af manglende finansielle reserver lade sig opløse den 15. december 1875. Den preussiske stat erhvervede den ufuldførte bane og overlod de resterende anlægsopgaver til NME. Derved blev den "Königliche Direktion der Niederschlesisch-Märkischen Eisenbahn" den 21. februar 1880 ændret til "Königlichen Eisenbahn-Direktion zu Berlin (KED)" med tilsvarende ændrede opgaver.
- Den 17. juli 1871 blev den for statslige midler byggede "nye forbindelsesbane", den senere Berliner Ringbahn taget i brug til godstrafikken. Byggeri og drift var overladt til NME.

#### Jernbaneskatteloven
Den preussiske jernbanelov gav også mulighed for jernbaneafgifter. Det benyttede v. d. Heydt til at skaffe midler til opkøb af jernbaner. På trods af protester fra ejere af jernbaneaktier gennemførte han en lov, som gennemførte en progressiv skat på overskuddet fra private jernbaneselskaber, som blev sat i kraft den 30. maj 1853. Indtægterne fra skatten skulle gå til køb af stamaktier i jernbaneselskaber. Ligeledes skulle udbyttet fra de jernbaneaktier, som staten allerede besad, anvendes til sådanne opkøb. Med dette tiltag skulle aktionerne således i en vis forstand selv finansiere en kommende nationalisering.
I 1862 blev v. d. Heydt udnævnt til finansminister i Otto von Bismarcks ministerium og grev von Itzenplitz blev udnævnt til hans efterfølger som handelsminister.

### Itzenplitz perioden 1862–1873
Fra 1859 kom der med fremkomsten af Deutschen Freihandelspartei i Preussen en ny liberal bølge, som også krævede at staten skulle holde sig ud af jernbanedriften og krævede at erhvervslivet skulle stå for bygningen af nye strækninger. §6 i loven af 30. maj 1853 blev ophævet hvilket medførte, at indtægterne fra jernbaneskatten og indtægterne fra statens jernbaneaktier gik direkte i statskassen.
Da Itzenplitz også var tilhænger af privatbaner skete der ikke mere i bestræbelserne på at skabe en statsbane i Preussen. Desuden spillede det en rolle, at efter den af Bismarck bilagte forfatningskonflikt om militærreformen ikke var ønske om et ny stridspunkt, sådan som de statslige udgifter til jernbanebyggeri havde været.

#### Tilvækst som følge af den preussisk-østrigske krig
I foråret 1866 så finansminister v. d. Heydt sig tvunget til i modstrid med sin tidligere fulgte jernbanepolitik af sælge aktieposter i Köln-Minden jernbanen og nogle andre jernbaner. Der var brug for pengene til den Preussisk-østrigske krig, som efterfølgende førte til at Preussen annekterede flere tyske stater. Deres statsbaner overgik dermed til Preussen. Det drejede sig om Bebra jernbanen, Kongelige hannoveranske statsbaner, Nassauiske statsbaner og Main-Neckar-jernbanen. Hermed voksede det statslige jernbanenet med 1.069 km.

#### Jernbanekoncessioner som spekulationsobjekter
Itzenplitz´ jernbanepolitik var de følgende år fortrinsvis kendetegnet ved en principløshed, som von Itzenplitz endda udtrykkeligt gjorde til sit program. Den rundhåndede tildeling af koncessioner førte ikke mindst efter den fransk-preussiske krig i 1870-1871 til et boom i jernbanebyggeriet, som tiltrak mange spekulanter. Mange af de koncessionerede selskaber kom i vanskeligheder allerede i etableringsfasen.
Den 14. januar 1873 gjorde Eduard Lasker ved førstebehandlingen af loven op med von Itzenplitz jernbanepolitik . Han beskyldte ham for at tildele koncessioner efter forgodtbefindende. Folk såsom spekulanten og "jernbanekongen" Bethel Henry Strousberg kunne opnå hvad de ville ved handelsministeren. Lasker nævnte navne på højtplacerede personer, som havde erhvervet koncessioner for at kunne sælge dem videre med fortjeneste, uden reelt at ville have bygget banerne. Som følge af Laskers tale blev der nedsat en undersøgelseskommission, som kom til det resultat, at ud fra en nationaløkonomisk synsvinkel var en nationalisering af jernbanerne nødvendig. Den umiddelbare konsekvens af beretningen var at von Itzenplitz trådte tilbage den 15. maj 1873.

#### Bygningen af den nye forbindelsesbane i Berlin
Trods Itzenplits passivitet blev der på grund af det påtrængende behov indledt byggeri af en nye forbindelsesbane ved Berlin, som skulle afløse den eksisterende, som var yderst generende for vejtrafikken i Berlin. Strækningen gik fra Moabit (i dag Westhafen) over Stralau-Rummelsburg og Schöneberg til banegården for Berlin-Potsdamer Eisenbahn. Bygningen og driften var overladt til Niederschlesisch-Märkische Eisenbahn. Denne forbindelsesbane blev senere udvidet til Berliner Ringbahn.

### Achenbach perioden 1873–1878
Som efterfølger for den tilbagetrådte minister for "Handel, Gewerbe und öffentliche Arbeiten von Preußen" blev udpeget Heinrich von Achenbach. Von Achenbach trådte tilbage i 1878 for at blive regeringspræsident i Vestpreussen.

#### Bismarcks jernbanepolitik
Den preussiske ministerpræsident Bismarck, som i personalunionen også var Reichskanzler, stræbte i almindelighed efter etablering af en tysk rigsjernbane. Han udnyttede den lejlighed, som parlamentsmedlem Laskers tale i 1873 havde betydet til at etablere et Reichseisenbahnamt. Som leder indsatte han Albert von Maybach, der tidligere bl.a. havde været direktionsformand for Oberschlesische Eisenbahn og fra 1863 til 1867 havde været leder af Østbanen. Han skulle i første omgang udarbejde et forslag til en rigsjernbanelov. Dette slog imidlertid fejl på grund af modstand fra de andre tyske stater. Ligeledes blev det ved årsskiftet 1875-1876 afslået at samle de store jernbaneforbindelser i Tyskland til et sluttet system af statsejede jernbaner, en plan som også tilskrives Bismarck. Maybach fratrådte derefter sin post som præsident for det magtesløse Reichseisenbahnamt i 1876 og blev udnævnt til understatssekretær i det preussiske handelsministerium.
Efter at dette projekt var mislykkedes gik Bismarck med al energi i gang med at nationalisere statsbanerne i Preußen. Det siges, at Bismarck havde til hensigt at tvinge de andre stater til at indordnede sig under overmagten fra et stort preussisk statsbaneselskab og tilslutte sig tanken om et samlet statsbaneselskab.

#### Jernbanebyggerier 1873–1878
Under von Achenbach var de vigtigste begivenheder indenfor jernbaneområdet bygningen af "Kanonenbahn" og udbygningen af forbindelsesbanen til Berliner Ringbahn.
Fra 1871 fremkom militærets ønske om en strategisk jernbane til Wetzlar. Den påtænkte linjeføring havde ingen eller kun beskeden civil betydning, men med de franske krigsskadeserstatninger havde den preussiske stat de fornødne midler til at bygge denne strækning, som blev fremhævet som militærstrategisk vigtig. Private planer om jernbanebyggeri på samme strækning blev afvist, såsom den koncessionsansøgning, som blev indleveret til handelsministeren den 12. juni 1872 fra Foreningen til etablering af en direkte jernbaneforbindelse mellem Berlin og Frankfurt am Main". Med "Lov om optagelse af et lån på 120 mio. Thaler til udvidelse, færdiggørelse og bedre udrustning af Statsjernbanenettet af 11. juni 1873" blev bygningen af denne såkaldte "Kanonbane" besluttet og bemyndigelsen til den fornødne låneoptagelse givet. Af den i alt 805 km lange strækning fra Berlin til Metz blev der fra 15. august 1873 bygget 513 km forbindelsesstrækninger mellem de allerede eksisterende baner gennem Preussen.
Den nye forbindelsesbane i Berlin blev fra 1877 udvidet fra Schöneberg via Charlottenburg tilbage til Moabit så der opstod en 37 km lang cirkelbane – Berliner Ringbahn.
I Achenbachs tid, men åbenbart indenfor krigsministeriets resort, blev der også bygget militærjernbanen Berlin-Marienfelde-Zossen. Her pålagde krigsministeriet den 9. januar 1873 Berlin-Dresden jernbanen at bygge et spor vest for sine egne, som udelukkende skulle bruges af de militære jernbanebataljoner.

### Maybach perioden 1878–1891
Efter Achenbachs tilbagetræden overtog den tidligere leder af Reichseisenbahnamt og hidtidige understatssekretær Albert von Maybach den 30. marts 1878 posten som handelsminister.

#### Overtagelse af Berliner Stadtbahn
Statens overtagelse af Berliner Stadtbahn skete i 1878 da "Berliner Stadteisenbahngesellschaft" blev insolvent. Staten overtog bygningen og driften for egen regning i samarbejde med de fire hidtidige interessenter og de baner som var knyttet til den nye strækning. Ledelsen af byggeriet blev den 15. juli 1878 overdraget til nyetablerede "Königlichen Direktion der Berliner Stadteisenbahn" under ledelse af Ernst Dircksen.

#### Ministeriet for offentlige arbejder
Efter det forgæves forsøg på at etableret et Reichseisenbahnamt overdrog von Bismarck alle jernbaneanliggende i Preussen til ministeriet for offentlige arbejder, som var blevet udskilt fra Handelsministeriet ved lov af 6. august 1878 og udnævnte Albert von Maybach til dets leder. Von Maybach blev på posten indtil 1891.

#### Omfattende nationaliseringer
Maybach foreslog straks det preussiske parlament at staten skulle overtage fire vigtige banestrækninger på i alt 3.500 km. Den 1. januar 1880 overtog Preussen drift og forvaltning af Rheinischen, Köln–Mindener pg Magdeburg-Halberstädter Eisenbahn. Derefter fulgte overtagelsen af Berlin-Hamburger Eisenbahn med virkning fra 1. januar 1884 med godkendelse fra regeringerne i Hamburg og Mecklenburg-Schwerin. Disse var på dette tidspunkt ikke længere medejere af banen og var kun interesseret i deres driftssikkerhed. Derfor sørgede en "Königliche Eisenbahndirektion für die Verwaltung der Berlin-Hamburger Eisenbahn", som blev sat i drift den 17. maj 1884. I 1886 blev de nævnte selskaber opløst og deres aktiver blev overført til Preussen.
På grund af Preussens gode finansielle situation kunne de fleste andre privatbaner efterfølgende overtages, således at der i 1885 var ca. 11.000 km privatbaner, der var overgået til staten. Mens det i 1870 kun havde været omkring en tredjedel af alle preussiske jernbanelinjer, der var statslige (mens det udenfor Preussen var 78%) var andelen i 1885 på 93% idet staten stod for 21.624 km bane, mens 1.650 km var på private hænder.

### Von Thielen perioden 1891–1902
Den 22. juni 1891 udnævntes Karl von Thielen til efterfølger for von Maybach. Han havde tidligere været medlem af jernbanedirektionen i Breslau og Rheinische Eisenbahn-Gesellschaft samt præsident for jernbanedirektionen i Elberfeld og Hannover. Thielen blev indimellem også omtalt som jernbaneminister.
I forhold til sine forgængere på denne post havde von Thielen betydeligt indskrænket kompetence – først og fremmest hvad angik takstfastsættelsen, hvilket blev begrundet med de store konsekvenser takstændringer havde på andre ministeriers embedsområder. Rent faktisk havde der i den senere tid til stadighed været punkter på møderne i statskancelliet om godkendelse eller afslag på anmodninger om specialpriser for bestemte godsformer samt frirejser for højtplacerede personer.
Fra 5. juli 1891 blev Thielen også chef for Reichseisenbahnamt og blev på begge poster indtil 23. juni 1902.

#### Ny bygning til Königlichen Eisenbahndirektion Berlin
Fra 1892 til 1895 blev der opført en ny administrationsbygning til den kongelige jernbanedirektion i Berlin. Bygningen blev opført på Schöneberger Ufer i Bezirk Friedrichshain-Kreuzberg og kostede 1,6 mio. mark.

#### Ny forvaltningsstruktur fra 1895
Thielen opnåede særlig hæder for reformen af statsjernbaneforvaltningen. Den trådte efter årelang forberedelse i kraft den 1. april 1895. Med den nye forvaltningsorden blev der etableret 20 jernbanedirektioner med vidtgående beføjelser, som var underlagt ministeren. Dette betød samtidig opløsning af 75 driftskontorer. Som følge af reformen blev 10 preussiske byer for første gang sæde for en Eisenbahnprovinzialbehörde.
Herom skrev senere det Vossische Zeitung (aftenudgave) den 6. marts 1907, S. 4:
"Organisationsændringen i 1895 har forenklet forvaltningen og muliggjort en ordnet forretningsgang. Organisatinen med jernbanedirektioner havde til formål at fremme ansvarsbevidstheden og arbejdsglæden for medlemmer af direktionerne. Dette mål er nået fuldt ud."

#### 1897 – Preussisk-hessisk jernbanefællesskab
Det daværende Storhertugdømmet Hessen-Darmstadt bestod i hovedsagen af to dele hvoraf den nordlige del Oberhessen efter 1866 var omkranset af den nu preussiske provins Hessen-Nassau. Strækningerne som tilhørte Hessischen Ludwigs-Eisenbahngesellschaft lå såvel på hessisk område i provinsen Starkenburg, på preussisk område i Hessen-Nassau samt i Rheinhessen. I denne situation var der en stor interesse i at sammenlægge jernbanedriften i Preussen og Hessen og lægge den under staten.
Den 1. april overtog "Preußisch-Hessische Eisenbahnbetriebs- und Finanzgemeinschaft" driften af de preussiske statsbaner og statsbanerne i storhertugdømmet Hessen. Den hessiske andel af aktiverne og af overskuddet forblev ifølge en traktat af 23. juni 1896 på hessiske hænder. Driftsforvaltningen blev placeret i Mainz.
Hessen fik også indflydelse på besættelsen af de ledende poster. Derimod var teknikken og driftsafviklingen baseret rent preussiske regler. Alle ansatte bar preussisk uniform, men hesserne kunne desuden påhæfte et hessisk emblem.
I 1897 blev længden på de preussiske statsbanestrækninger – inklusiv de som lå udenfor Preussen opgivet til 29.011 km.

#### Økonomisk betydning ved århundredskiftet 1900
Hvilket finansielt eller økonomisk potentiale statsbanerne udgjorde fremgår af løsrevne bemærkninger fra mødeprotokollerne i det preussiske statsministerium, hvor fagministrene var til stede:
- 15. januar 1894: Finansminister Johannes von Miquel gør opmærksom på, at statsbanerne udgør en kapital på 6 mia. guldmark.
- 30. december 1896: I finansåret 1895/1896 blev der afgivet ordrer "udelukkende i indland" på vogne og lokomotiver til statsbanerne for 65 mio. mark.
- 16. november 1897: Statsbanerne har siden 1. april 1897 haft merindtægter på 33 mio. mark, og manglen på vogne er dækket.
- Den 16. december 1897 meddeles det, at der i november 1897 var merindtægter ved persontrafikken på 5,7 mio. mark.
- 16. april 1898: Statsbanernes driftsresultat i finansåret 1897/1898 udgør 318,6 mio. Mark i persontrafikken og 781,9 mio. mark i godstrafikken og er således vokset med 6,43 % hhv. 4.76 %.
- 17. juni 1898: Stigningen i indtægterne for statsbanerne udgjorde i maj 10,5 mio. mark. Miquel formaner jernbaneforvaltningen om at holde igen med udgifterne, da man har brug for overskuddet for at få balance i statens økonomi.
- 18. november 1899: De samlede indtægter i statsbanerne voksede i finansåret 1899 med 44,6 mio. mark i forhold til året før.

### Breitenbach perioden 1906–1918

#### Centralkontor for jernbanerne
På initiativ af Wilhelm Hoff blev der den 1. april 1907 oprettet et "Kgl. Eisenbahnzentralamt" i Berlin, som også fik Hoff som sin første præsident. Han blev i 1912 efterfulgt af Richard Sarre.

#### Begyndelse på elektrificering
Med henblik på at undersøge elektrisk drift ved højere hastigheder sluttede de væsentligste virksomheder indenfor elektroteknik, vognbygning, banebyggeri og deres banker sig sammen i Studiengesellschaft für Elektrische Schnellbahnen (St.E.S.). Den preussiske centraladministration var repræsenteret som interessent og stillede den 33 km lange strækning mellem Marienfelde og Zossen på militærbanen ved Berlin til rådighed for de praktiske forsøg.
Strækningen blev udstyret med en luftledning med 10.000 volt trefaset vekselstrøm. I 1903 opnåede flere forsøgskøretøjer hastigheder på over 200 km/t. Rekorden blev på 210 km/t, som blev opnået af en vekselstrømsmotorvogn fra AEG.
I 1902 undersøgte den preussiske jernbaneforvaltning og AEG brugen af enkeltfase vekselstrøm som strømkilde. På den 4 km lange forstadsstrækning mellem Niederschöneweide og Spindlersfeld blev der mellem 1903 og 1906 etableret en forsøgsstrækning med overledning med vekselstrøm på 6 kV og 25 Hz. Systemet blev herefter indført med en forhøjet spænding på 6,3 kV i almindelig drift på den 26,6 km lange Hamburg-Altonaer Stadt- und Vorortbahn.
De positive erfaringer fra Hamburg-Altona foranledigede den preussiske vanestyrelse til at elektrificere fjernstrækningen mellem Dessau og Bitterfeld som forsøgsstrækning. Den blev taget i brug den 18. januar 1911, og de første tog blev trukket af et elektrolokomotiv, som var lånt ved storhertugdømmet Badens statsbaner.
I 1912 underskrev Paul von Breitenbach og repræsentanter for jernbaneforvaltningerne i Baden og Bayern en overenskomst til fremme af elektrisk togdrift. I den forbindelse fastlagdes en fælles standard for kørestrøm på 15 KV og 16 ²/3 Hz.
Den vellykkede elektriske forsøgsdrift på strækningen mellem Dessau og Bitterfeld førte allerede den 30. juni 1911 til at der blev bevilget 9,9 mio. mark af den preussiske landdag til elektrificering af den schlesiske bjergbane mellem Görlitz og kullejerne i Waldenburg. Den elektriske drift indledtes den 1. juni 1914. Herefter blev først og fremmest den schlesiske bjergbane til et vidtstrakt forsøgsområde for de dengang stort set uudforskede krav som elektrisk drift stiller.
Til en eventuel elektrificering af Berliner Stadtbahn med 15 kV und 16 ²/3 Hz vedtog den preussiske landdag en bevilling på 25 mio. mark den 9. juni 1913. Den skulle gå til anskaffelse af 10 elektriske lokomotiver, fire motorvogne og et antal motoriserede bogier. Frem til udbruddet af 1. verdenskrig blev kun motorvognene og to elektriske lokomotiver bygget færdig, og de blev anvendt i Schlesien.
De elektrificerede strækninger under de preussiske statsbaner var ved 1. verdenskrigs slutning på omkring 1.000 km heraf
| Område                    | Længde     | Strømsystem                                         |
| ------------------------- | ---------- | --------------------------------------------------- |
| Altona (- Hamburg)        | ca. 27 km  | vekselstrøm 6,3 kV / 25 Hz; Oberleitung             |
| Berlin (militærjernbanen) | ca. 30 km  | Vekselspænding (3-faset) 10 kV / 50 Hz; Køreledning |
| Mellemtyskland            | ca. 290 km | vekselstrøm 15 kV / 16 ²/3 Hz; Køreledning          |
| Schlesien                 | ca. 400 km | vekselstrøm 15 kV / 16 ²/3 Hz; Køreledning          |

#### Første verdenskrig
Fra 1914 blev driften på de preussiske statsbaner i stadig stigende grad påvirket af begivenhederne under 1. Verdenskrig.
De drejede sig om begrænsning af udgifterne, rekvisition af jernbanemateriel til krigsformål, f.eks. kobbertråden i de nyanlagte kobberledninger, indskrænkninger i køreplanen til fordel for militære transporter og modstand fra jernbanepersonalet mod de dermed forbundne driftsbetingelser.
Af referatet af mødet i det preussiske statsministerium den 5. oktober 1918 fremgår det: "Breitenbach vil hurtigst muligt træde tilbage, da han ikke kan stå inde for den radikalisering som regeringen gennemfører. Før krigen var han en hård modstander af SPD og efter 1914 måtte han alligevel tåle, at de trængte ind blandt de ansatte i jernbanen. Nu er han imidlertid ikke til sinds at acceptere en udvikling, som betyder, at en lov fra arbejdsministeriet får gyldighed overalt. Kun ved at træde tilbage kan en heri liggende konflikt mellem Riget og Preussen forhindres".
Den 8. november 1918 indleverede Breitenbach sin afskedsbegæring.

### Enden på de preussiske statsbaner

#### 1919 – Tab i 1. verdenskrig
Indtil afslutningen på 1. verdenskrig voksede skinnenettet til næsten 37.500 km. Efter 1. verdenskrig måtte Preussen jv. betingelserne i Versailles-traktaten i 1919 afstå 4.558 km jernbane til Polen (4.115 km), Danzig (145 km), Belgien (129 km), Memelområdet (137 km) og Tjekkoslovakiet (31 km), og i 1920 desuden 250 km til Danmark og 298 km som følge af afgivelsen af Saarland til Frankrig.

#### 1920 – Overgang til Reichseisenbahn
Efter statstraktaten af 31. marts 1920 mellem Det tyske rige og staterne Preussen, Bayern, Sachsen, Württemberg, Baden, Hessen, Mecklenburg-Schwerin og Oldenburg samt loven om jernbanernes overgang til Det tyske rige af 30. april 1920 (RGBl. S. 773) med virkning fra 1. april 1920 fulgte med virkning fra 1. april 1920 de enkelte tyske staters statsbaners overgang til Reichseisenbahn, som senere fik navnet Deutsche Reichsbahn.

## Struktur

### Senere ledere
Efter Breitenbachs tilbagetræden blev Wilhelm Hoff den 14. november 1918 minister for offentlige arbejder, men han trådte allerede tilbage den 25. marts 1919 på grund af politiske meningsforskelle. Hans efterfølger som "jernbaneminister" blev Rudolf Oeser, som sad på posten indtil 21. april 1921 og senere fra 1924 til 1926 var generaldirektør for Deutsche Reichsbahn-Gesellschaft.

### Forvaltningsdirektorater
Forvaltningen af de større baner blev omorganiseret til selvstændige direktorater, som blev betegnet som "Königliche Eisenbahndirektionen", forkortet "KED" og senere som "Eisenbahndirektionen" ("ED"). Som eksempel på opbygningen af en sådan direktion skal nævnes den i Berlin, som efter omstruktureringen den 1. april 1895 bestod af:
9 driftsinspektorater, 3 maskininspektioner, 13 værkstedsinspektioner, 1 telegrafinspektorat og 4 driftsinspektorater. Personalet bestod udover præsidenten og de 15 direktører af 10 hjælpearbejdere, en regnskabsdirektør, en regnskabsfører og 580 kontoransatte.
Den ved omstruktureringen i 1895 gennemførte inddeling blev i hovedsagen overtaget af efterfølgerne Deutsche Reichsbahn-Gesellschaft, Deutsche Bundesbahn og Deutsche Reichsbahn der DDR.
For nogle af jernbanedirektoraterne denne tabel kan man i litteraturen finde tidligere oprettelsesdatoer. De vedrører da i reglen ledelsen af de tidligere privatbaner.
| Område                              | Oprettet         | Bemærkninger |
| ----------------------------------- | ---------------- | --- |
| Kgl. Direktion der Militäreisenbahn | 15. oktober 1875 | Militär–Eisenbahn Marienfelde–Zossen–Jüterbog, opløst 1919                                                             |
| Berliner Stadteisenbahn             | 15. juli 1878    | "Kgl. Direktion der Berliner Stadteisenbahn", opløst 1882                                                              |
| Bromberg                            | 1. april 1880    | tidl. "Kgl. Direction der Ostbahn zu Bromberg" grundlagt 5. november 1849                                              |
| Berlin                              | 1. april 1880    | tidl. "Kgl. Direction der Niederschlesisch-Märkischen Eisenbahn", grundlagt 1. januar 1852                             |
| Cöln th. for Rhinen                 | 1. april 1880    | opløst 1. april 1895, overgang til venstre for Rhinen.                                                                 |
| Cöln tv. for Rhinen                 | 1. april 1880    | 1. april 1895 sammenlagt til KED Cöln                                                                                  |
| Frankfurt (M)                       | 1. april 1880    | – |
| Hannover                            | 1. april 1880    | – |
| Magdeburg                           | 1. april 1880    | – |
| Erfurt                              | 1. maj 1882      | – |
| Kattowitz                           | 1. januar 1883   | opløst i oktober 1921                                                                                                  |
| Altona                              | 1. marts 1884    | Overtagelse af driften af Altona-Kieler Eisenbahn-Gesellschaft, fra 1. januar (eller 1. juli) 1887 også deres aktiver. |
| Breslau                             | 1. april 1895    | – |
| Cassel                              | 1. april 1895    | – |
| Danzig                              | 1. april 1895    | – |
| Elberfeld                           | 1. april 1895    | – |
| Essen                               | 1. april 1895    | – |
| Halle (Saale)                       | 1. april 1895    | – |
| Königsberg                          | 1. april 1895    | – |
| Münster                             | 1. april 1895    | – |
| Posen                               | 1. april 1895    | – |
| Saarbrücken                         | 1. april 1895    | ikke en efterfølger til direktionen for Saarbrücker Eisenbahn af 22. maj 1852                                          |
| Stettin                             | 1. april 1895    | – |
| Mainz                               | 1. februar 1897  | Kgl. Preuß. und Großherzogl. Hessische ED                                                                              |
| Kgl. Eisenbahnzentralamt Berlin     | 1. april 1907    | svarende til et jernbanedirektorat i rang                                                                              |

### Strækninger

#### Øst-vestlig retning med udgangspunkt i Berlin
De enkelte baner i Preussen havde i tiden umiddelbart inden 1. verdenskrig fortrinsvis en øst-vestlig struktur med centrum i Berlin. De efterhånden udbyggede eller tilkøbte eller anskaffede store fjerntrafikbaner udgik stjerneformet fra forskellige hovedbanegårde som fra syd og mod uret var:
- Berlin-Potsdam jernbanen fra Potsdamer Bahnhof med fortsættelse til Magdeburg,
- Berlin–Halle jernbanen fra Anhalter Bahnhof,
- Berlin-Görlitz jernbanen fra Görlitzer Bahnhof,
- Berlin-Frankfurt jernbanen fra Frankfurter Bahnhof (senere Schlesischer Bahnhof og nu Berlin Ostbahnhof) mod Frankfurt (Oder) med fortsættelse til kulfelterne i Østschlesien,
- Preussiske østbane fra 1852 fra den gamle østbanegård i Berlin, senere fra Schlesischen Bahnhof til Eydtkuhnen ved den russiske grænse,
- Berlin-Stettin jernbanen fra Stettiner Bahnhof (senere Nordbahnhof) modStettin med fortsættelse til Danzig,
- Berlin-Lehrte jernbanen fra Lehrter Bahnhof (nu Berlin Hauptbahnhof) til Lehrte med fortsættelse mod Hannover og Ruhrområdet,
- Berlin-Hamburg jernbanen fra Hamburger Bahnhof, fra oktober 1884 fra Lehrter Bahnhof mod Hamburg med fortsættelse til Kiel via Hamburg-Altona forbindelsesbanen og Altona-Kiel jernbanen.

Fra 1878 blev skinnenettet for Berliner Stadteisenbahn (den senere S-Bahn Berlin) opbygget. Det havde indtil 1882 fungeret i et selvstændig "Königliche Direktion der Berliner Stadteisenbahn".

#### Vestlige nord-syd akse
Efter overtagelsen af Kongelige hannoveranske Statsbaner, Nassauiske statsbaner og Altona-Kiel jernbanen i 1866, samt Köln-Minden jernbanen, Bergisch-Märkische jernbane og Rheinische jernbane med de af disse tidligere overtagne selskaber havde de preussiske statsbaner også et vestligt netværk fra Nord- og Østersøen til Rhinen. De nordlige endestationer var Kiel, Emden og Bremen, men de i syd nåede til Bingerbrück, Wetzlar, Trier og Kassel.

#### Ved byggeri af statsligt finansierede baner og strækninger
- Berlins forbindelsesbane, 9 km fra Hamburger Bahnhof i Berlin til Potsdamer Tor (i dag Potsdamer Platz, åbnet 1851
- Preussiske østbane, hovedstrækningen Berlin – Eydtkuhnen 740 km, som b lev færdiggjort i 1867, desuden yderligere ca. 500 km sidebaner (Samlet strækning med tilkøbte baner 2.210 km)
- Kongelige westfalske Jernbaner, Hamm–Warburg 126 km, færdiggjort 1853
- Saarbrücken jernbanen, 36 km mellem Bexbach og Saarbrücken / franske grænse, ibrugtaget den 16. november 1852

- Nye berlinske forbindelsesbane, senere Berliner Ringbahn på i alt 37,5 km, første delstrækning åbnet i 1871
- Militär-Eisenbahn Marienfelde – Zossen – Jüterbog, 70 km. Strækningen Berlin – Zossen færdiggjort den 15. oktober 1875
- Kanonenbahn, i alt 513 km forbindelsesstrækninger mellem Berlin og Metz 1873–1879
- Preussiske nordbane, 223 km fra Berlin til Stralsund 1876. Overtagelse af det ufærdige byggeri 1875
- Daadetalbanen 1885
- Oberwesterwaldbanen 1885
- Hamm-Osterfeld banen 1905

#### Opkøbte eller traktatligt overtagne baner og strækninger
- Niederschlesisch-Märkische jernbane (1852)
- Münster-Hamm jernbanen (1855)
- Braunschweigiske statsbaner efter omdannelse til et privat selskab i 1870 med virkning fra 1. januar 1869
- Magdeburg-Halberstädt jernbane med den tidligere tilsluttede Magdeburg-Leipzig jernbane og senere halvpart i Leipzig Hauptbahnhof 1879
- Rheinische jernbane (1. januar 1880, med 1.295 km strækning, 507 lokomotiver og 14.186 vogne. Opløsning af selskabet skete den 1. januar 1886)
- Homburg jernbanen (1. januar 1880)
- Berlin-Stettin jernbanen (1. februar 1880)
- Berlin-Potsdam jernbanen 1. april 1880
- Bergisch-Märkische jernbane (28. marts 1882, med 1.336 km strækning, 768 lokomotiver og 21.607 vogne)
- Anhaltiske Leopoldsbane 1882
- Berlin-Görlitz jernbanen 1882
- Berlin-Anhalt jernbanen 1886, efter at driftsledelsen allerede var overtaget i 1882
- Thüringske jernbaner fra 1. juli 1886 efter at driftsledelsen allerede var overtaget den 1. januar 1882.
- Altona-Kiel jernbanen (1886)
- Berlin-Hamburg jernbanen trinvis overtagelse fra 1884
- Berlin-Dresden jernbanen (1. april 1887)
- Aachen industribanen (1. maj 1887)
- Hessiske Ludwigsbane (1897 i forbund med det Preussisk-hessiske jernbanefællesskab)
- Glückstadt-Elmshorn jernbanen 1. juli 1890
- Werra jernbanen (16. juli 1895 til 31. oktober 1895)
- Dortmund-Gronau-Enschede jernbanen (1903)
- Kronberg jernbanen (1914)

#### Overdragelse af statslige baner fra andre lande efter krigen i 1866
- Bebra jernbanen (Kurhessiske statsbaner) 1866, derefter Frankfurt-Bebra jernbanen.
- Kongelige hannoveranske Statsbaner 1866
- Nassauiske statsbaner 1866
- Main-Neckar-jernbanen 1866 (Hessen-Darmstadts andel først erhvervet i 1896)
- Main-Weser-jernbanen 1866 (Hessen-Darmstadts andel først erhvervet i 1880)
- Frankfurt-Offenbach jernbanen 1866 (Hessen-Darmstadts andel først erhvervet i 1868)

I 1890 havde de preussiske statsbaner en længde på over 23.000 km. 1. august 1897 blev der etableret et driftsfællesskab med statsbanerne i Hessen.

### Rullende materiel
For en udførlig opremsning se Preussiske lokomotiver og motorvogne

#### Damplokomotiver

##### Oprindelse og typefordeling
For størstedelens vedkommende blev lokomotiverne i den preussiske nomenklatur ikke bygget i statsligt regi, men blev anskaffet selvstændigt af de respektive jernbaneselskaber. I mange tilfælde blev de først ved senere ejerskifte overført til den preussiske vognsamling sammen med banelinjerne. Deraf kommer også det usædvanlig store antal på 80 typer og varianter, som fortrinsvis blev bygget i årene 1877 til ca. 1895.
I 1880 blev de preussiske standarder (Normalien) opstillet, for fremover at holde antallet af lokomotivtyper nede.
Fordelingen efter typevarianter eller forskellige konstruktionsmåder viser en tydelig overvægt af tenderlokomotiver. Disse blev anskaffet i meget forskellige styktal – hvoraf nogle var særdeles høje – op til ca. 9.000. De afspejler en struktur, som fortrinsvis bestod af små usammenhængende baner, hvortil det ikke gav mening at anskaffe lokomotiver med selvstændige tendere. Antalsmæssigt dominerede godstogslokomotiverne med omkring 12.000 af i alt ca. 30.000 lokomotiver i den preussiske stats bestand.

##### Nummersystem
Efter Hütter og Pieper  blev det oprindelige nummersystem for de preussiske lokomotiver i hovedsagen overtaget fra den preussiske østbane. I dette havde lokomotiver kun driftsnumre uden typebetegnelse. Ud af driftsnummeret kunne man imidlertid udlede lokomotivets anvendelse efter følgende opdeling:
| Anvendelse                                     | Nummerinterval |
| ---------------------------------------------- | -------------- |
| Ukoblede lokomotiver                           | 1–99           |
| Sammenkoblede hurtig- og persontogslokomotiver | 100–499        |
| Dobbeltsammenkoblede godstogslokomotiver       | 500–799        |
| Trippelsammenkoblede godstogslokomotiver       | 800–1399       |
| Dobbeltsammenkoblede tenderlokomotiver         | 1400–1699      |
| Trippelsammenkoblede tenderlokomotiver         | 1700–1899      |
| Specialbyggede                                 | 1900–1999      |

Da hver jernbanedirektion nummererede sine lokomotiver på dette grundlag var der f.eks. næsten overalt et lokomotiv nr. 120. Derfor blev der udover driftsnummeret også angivet direktionen, som man kunne skelne dem. Den fulde betegnelse for et lokomotiv med nummer 120 var således
eksempelvis "Hannover 120", "Cöln linksrheinisch 120" osv. Det viste sig imidlertid snart, at nummersystemet var for snævert, da der med tiden kom flere lokomotiver i drift end der var plads til i nummerserierne. Desuden kom der nye typer frem, som der ikke var udtaget nummerintervaller til, f.eks. Firesammenkoblede. Dette førte med tiden til at lokomotiver måtte tildeles de frie numre udenfor nummersystemet.
Dette førte til indførelsen af et nyt system i 1906. For henholdsvis hurtigtogs- (Schnellzug), Persontogs-, Godstogs- og Tenderlokomotiver anvendtes gruppebogstaverne "S", "P", "G" og "T" hertil kom en artsnummer, som var knyttet til hovedgrupperne.
Således skulle lokomotiver af middelstørrelse henføres under treerne: S3, P3, G3 og T3, mindre lokomotiver fik lavere og større lokomotiver fik højere numre. Lokomotiver med overophedet damp skulle desuden have lige numre, mens lokomotiver af samme art med mættet damp fik de underliggende ulige numre. Senere blev der også indført yderligere grupper, som havde højere numre. Desuden blev grupperne tildelt entydige intervaller af driftsnumre. Trods det fik hele betegnelsen stadig udover litrering og nummer også påført driftsområde og driftsnummer.
I grupperne 1 til 3 var der i hovedsagen de gamle privatbanelokomotiver, hvor det blev overladt til de enkelte driftsområder at foretage yderligere rubricering. I de nedre grupper fandt man derfor de mest forskelligartede modeller, som indimellem også havde varierende akselstillinger.
I første omgang var der således ikke tale om en standardiseret typificering. Man antog at de ældre lokomotiver med tiden ville udgå så der kun var de nye standardlokomotiver tilbage.
De Preussiek statsbaner blev som alle andre tyske statsbaner enter 1920 umiddelbart underlagt det tyske rige og overgik i 1924 til Deutsche Reichsbahn. Et antal lokomotiver, som var bestilt af Preussen, blev leveret frem til 1926 og var således en del af de "preussiske" lokomotivtyper i de tyske statsbaners bestand indtil der blev besluttet en endelig omnummerering.

#### Elektriske motorvogne
Den 1. oktober 1907 blev de første elektriske vogne indsat på strækningerne under Hamburg-Altona jernbanen. Indtil 1913 blev der anskaffet i alt 88 vogne til denne strækning, og de bestod af vognpar bestående af en motorvogn og en bivogn.
I april 1914 anskaffede de preussiske statsbaner motorvogne med numrene E.T. 831/831a/832 til brug på den schlesiske bjergbane fra Görlitz over Waldenburg til Breslau. Yderligere fem motorvogne E.T. 833/833a/842 til E.T. 841/841a/842 blev sat i drift i juni 1914.
Mellem 1907 og 1916 blev der desuden anskaffet yderligere seks akkumulator-motorvogne og en serie på 10 akkumulatorvogne af typen AT 569 – 578.

#### Elektriske lokomotiver
I 1910 anskaffede de preussiske statsbaner de første elektriske lokomotiver. De fik i første omgang typebetegnelsen "WSL" og driftsnumre fra 10201 til vekselstrøms-hurtigtogslokomotiver og "WGL" og driftsnumre fra 10501 til vekselstrøms-godstogslokomotiver. Fra 1911 blev der indført et system, som lignede det for damplokomotiver med typebetegnelserne:
- ES med driftsnumre fra 1 : Hurtigtogslokomotiver
- EP med driftsnumre fra 201 : Persontogslokomotiver
- EG med driftsnumre fra 501 : Godstogslokomotiver.

Lokomotiver i flere dele blev kendetegnet med små bogstaver. Driftsnumrene blev altid opgivet med foranstillet driftsområde for at undgå forvekslinger.
Allerede fra 1914 blev der efter de få eksemplarer af hurtigtogslokomotiverne ES9 til ES19 (11 stk.) og godstogslokomotiverne EG 511 til EG 537 (27 stk.) anskaffet større serier til strækningen Magdeburg-Leipzig-Halle.
I 1915 fulgte de tredelte EG 538abc til EG 549abc, som blev leveret til driftsområdet i Breslau til brug på den schlesiske bjergbane, hvor der blev leveret 12 stk. indtil slutningen af 1. verdenskrig. Fra 1923 blev der bygget 11 elektriske persontogslokomotiver EP 236 til EP 246 og 25 todelte godstogslokomotiver EG 701 til EG 725. Begge disse typer blev overtaget af DRG med deres bayerske og preussiske numre og blev snart omnummereret til typerne E50 og E77. I alt var der 170 elektriske lokomotiver ved det preussiske statsbaner, og de var fordelt på 30 forskellige typer.

#### Damp- og forbrændingsmotorvogne
I de preussiske statsbaners bestande var der desuden tre dampmotorvogne samt 20 køretøjer med forbrændingsmotor med betegnelsen VT 1 og VT 20 og de tre køretøjer VT 101 til VT 103.

#### Personvogne

##### Kupevogne
Indtil omkring 1880 var det almindeligt med 2-akslede kupevogne med døre til hver kupe og uden forbindelse mellem kupeerne. Efter afslutningen på nationaliseringsbølgen omkring 1895 anskaffedes de 3-akslede vogne, som løb bedre i sporet. Til det formål blev der fremstillet de såkaldte Normalien (standardvogne), som omfattede vogne med 2, 3 og fra 1895 også 4-aksler, som i folkemunde blev kaldt "hundreddøre" på grund af de mange døre. For at give adgang til toilet blev der senere etableret gennemgang mellem kupeerne.
Kupevognene med 2 og 3 aksler blev i første omgang indsat i alle togtyper. Med fremkomsten af D-togene blev kupevognene foretrukket i persontog på hovedstrækningerne og i tog til forstæderne. Her havde det udover den hurtigere omstigning betydning at man kun kunne komme ind på perronerne på banegårdene på hovedstrækningerne med gyldig billet og kun kort før togets afgang hvorved togpersonalets billetkontrol blev flyttet.
Fra 1910 blev den hidtidige petroleumsbelysning ændret til gaslys og man gik over til at bruge stål i stedet for træ. Vognene fra de preussiske statsbaner var udstyret med bogier med dobbelt og senere tredobbelt affjedring. De fleste 4-akslede vogne var 18,55 m lange. Som bremser anvendtes først trykluftbremser af Westinghouse typen, og fra århundredeskiftet Knorr-enhedsbremsen. Håndbremsen var placeret i et særskilt bremsehus i enden af en vogn.
| Typ pr. | Typ DRG     | Bygget | Antal vogne | Antal sæder je Klasse | Antal toiletter | Bemærkninger  |
| ------- | ----------- | ------ | ----------- | --------------------- | --------------- | ------------- |
| ABB     | B4 pr-95    | 1895   | 350         | 10 / 31               | 3               | Længde 18,15m |
| ABCC    | BC4 pr-98   | 1898   | 200         | 5 / 21 / 32           | 4               | Længde 18,20m |
| CC      | C4 pr-94    | 1895   | 350         | 80                    | 3               | Længde 17,88m |
| ABB     | B4 pr-02    | 1902   | 200         | 10 / 31               | 3               |               |
| ABCC    | BC4 pr-98a  | 1898   | 200         | 50 / 31 / 32          | 4               |               |
| CC      | C4 pr-02    | 1902   | 300         | 76                    | 5               |               |
| ABB     | B4 pr-04    | 1904   | 350         | 10 / 31               | 3               |               |
| ABCC    | BC pr-04    | 1904   | 250         | 5 / 21 / 32           | 4               |               |
| BBC     | BC pr-05    | 1905   | 100         | 20 / 48               | 5               |               |
| CC      | C4 pr-04    | 1904   | 450         | 76                    | 5               |               |
| CC      | C pr-12/12a | 1911   | 650         | 76                    | 4               | Længde 18,62m |
| BB      | B4 pr-18    | 1918   | 40          | 47                    | 3               | Længde 19,20m |
| CC      | C4 pr-18    | 1918   | 86          | 76                    | 4               |               |

##### D-togs vogne
Fra ca. 1880 blev der i hurtig- og kurertogene indsat spisevogne, men man kunne kun komme ind i spisevognen når toget holdt ved en station så passagererne kunne skifte vogn. Det var de preussiske statsbaner, som i 1891 indførte en på daværende tidspunkt revolutionerende vogntype.
De nye ca. 20,5 m lange vogne forenede fordelene ved det amerikanske Chair-Car princip med den sædvanlige europæiske opdeling i kupeer. I stedet for gennem to sidedøre udefra, var der i denne fire-akslede vogn med to boggier kun døre i hver ende, og samtidig var der lukkede forbindelser mellem vognene i hver ende. Man kunne således bevæge sig gennem hele toget. Gennemgangsvognen (Durchgangswagen eller kort D-vognen var født. "D"-et blev samtidig betegnelsen for en ny togform i hurtigtogstrafikken: D-toget. Det første tog med disse vogne kørte den 1. maj 1892 på strækningen mellem Berlin – Magdeburg – Hildesheim – Köln med fire vogne fra den daværende 1. og 2. klasse. Disse nye D-tog havde en bedre komfort end de hidtidige hurtigtog, som ofte mellem ikke altid omfattede tre vognklasser.
Først blev vognene til 1. klasse (A) og 2. klasse (B) af typerne A4ü, AB4ü og B4ü anskaffet. De nye tog blev vel modtaget af publikum. Derfor blev der hurtigt bestilt nye serier af vogne. Fra 1894 kørte der D-tog fra Berlin til Østpreussen og Warszawa også med 3. klasse. Omkring århundredeskiftet blev der også indført vogne med storkupeer og midtergang, men stadig med en indelukket overgang, så man kunne gå gennem hele toget, og de blev derfor indsat i D-togene. Kupevognene blev fortrinsvis anvendt i nattogene mens storkupeerne blev brugt i dagtimerne.
Desuden blev der også indsat spisevogne og sovevogne, som svarende til D-togvognene. De fleste af disse vogne blev drevet af KPEV selv, i andre tyske stater var det i lighed med resten af Europa almindeligvis det internationale sovevognsselskab(ISG) som stod for driften. De havde ganske vist egne vogne, men de var tilpasset til standarden i de enkelte stater. Hertil kom rejsegods og postvogne i samme stil som D-togs vognene.
Fra 1893 til 1909 anskaffede udover statsbanerne i Bayern, Oldenburg og Sachsen også Preussen kortere 3-akslede hurtigtogsvogne, som i øvrigt svarede til de 4-akslede. Preussen anskaffede 22 vogne af type AB3ü, som oprindelig var blevet udviklet i Bayern. I D-togs trafikken kunne vognene imidlertid ikke klare sig. De blev efter kort tid fjernet fra de hurtige fjerntog.
I begyndelsen af århundredet gik Preussen over til 3-akslede D-togsvogne, som løb bedre i sporet. Fra 1909 blev der benyttet boggier af denne type, som først var blevet anvendt af de amerikanske Pennsylvania Railroad System, og på grund af de svanehalsformede udligningsbjælker blev kaldt svanehalsboggier.
Fra 1913 til 1922 blev der i alt anvendt 984 vogne af forskellige typer af de tyske statsbaner.

#### Godsvogne
Preussen var toneangivende i Tyskland ved udvikling og bygning af godsvogne, da landet havde flere godsvogne end alle andre tyske lande tilsammen. Et overblik over de vigtigste typer kan fås i artiklen om Normalien.

## Eksterne kilder
- v. Röll, Enzyklopädie des Eisenbahnwesens 1912–1923
- Bahnhofsmuseum.de – Königl. preußische Eisenbahn Uniformgruppe aus Metelen